# Cárcar
Cárcar é um município da Espanha 
na província e comunidade autónoma de Navarra. Tem 40,45 km² de área e em 2021 tinha 1 120 habitantes (densidade: 27,7 hab./km²).

## Demografia
| Variação demográfica do município entre 1991 e 2004 | Variação demográfica do município entre 1991 e 2004 | Variação demográfica do município entre 1991 e 2004 | Variação demográfica do município entre 1991 e 2004 |
| --------------------------------------------------- | --------------------------------------------------- | --------------------------------------------------- | --------------------------------------------------- |
| 1991                                                | 1996                                                | 2001                                                | 2004                                                |
| 1242                                                | 1257                                                | 1265                                                | 1118                                                |